# Nakama (Fukuoka)
Pour les articles homonymes, voir Nakama.
Nakama (中間市, Nakama-shi) est une ville située dans la préfecture de Fukuoka, sur l'île de Kyūshū, au Japon.

## Géographie

### Situation
La ville de Nakama est située dans la préfecture de Fukuoka, sur l'île de Kyūshū, au Japon. Elle entourée, au nord, par les municipalités de Nōgata, à l'est, de Kurate, au sud, de Mizumaki, et, à l'ouest, de Kitakyūshū.

### Démographie
En juin 2020, la population de Nakama s'élevait à 41 243 habitants, répartis sur une superficie de 15,96 km2.

### Hydrographie
Nakama est traversée du sud au nord par le fleuve Onga (ja), dont l'embouchure est située en mer de Chine orientale, dans le bourg d'Ashiya.

## Histoire
Nakama a acquis le statut de ville en 1958.

## Transports
Nakama est desservie par la ligne principale Chikuhō de la JR Kyushu, ainsi que par la ligne Chikuho Electric Railroad .